# Toxoplasmosi
La toxoplasmosi és una protozoosi ocasionada pel Toxoplasma gondii, un paràsit intracel·lular obligat. La toxoplasmosi pot causar infeccions lleus i asimptomàtiques, com també infeccions mortals que afecten principalment el fetus, ocasionant l'anomenada toxoplasmosi congènita. També pot ser greu quan afecta el nadó, ancians, i persones vulnerables pel fet d'estar afectats per immunodeficiència.
La malaltia és considerada una zoonosi, cosa que significa que es transmet habitualment des dels animals als humans a través de diverses vies, essent els hostes definitius el gats i sis espècies més de felins.
Les mesures de prevenció són particularment importants en les dones embarassades i consisteixen en normes generals d'higiene per evitar la transmissió per aliments i aigua contaminada, no menjar carn crua o poc cuita i evitar el contacte amb les femtes dels gats.

## Epidemiologia
La toxoplasmosi és present a tot el món. El percentatge d'adults que han passat la malaltia al llarg de la seva vida és molt alt, al voltant del 50%. A Europa preval la toxoplasmosi segurament per l'alt consum de carn crua. També és causant d'aquesta malaltia el consum de fruites i verdures que no s'hagin netejat a consciència.

## Símptomes
Més del 80% de les infeccions toxoplasmòtiques són asimptomàtiques. La toxoplasmosi pot ser aguda o crònica, simptomàtica o asimptomàtica. Els símptomes en l'aguda acostumen a ser de curta durada i autolimitats, como una grip o mononucleosi, mal de cap, dolors musculars, inflamació dels ganglis limfàtics, i fins i tot inflamació del fetge, la melsa, etc. A la majoria dels casos persisteix com quists als teixits.

## Tractament
Toxoplasma gondii és sensible als fàrmacs Pirimetamina i les sulfamides, les quals es fan servir en combinació. Per a pacients immunosuprimits, en especial pacients amb sida, el tractament s'ha de continuar per tota la vida per evitar reinfeccions.,